# Григорьев, Никифор Александрович
Ники́фор Алекса́ндрович Григо́рьев (Серве́тников), более известный как атаман Григо́рьев (9 [21] февраля 1884, Дунаевцы, Подольская губерния — 27 июля 1919, Сентово, Херсонская губерния) — офицер Русской императорской армии, участник русско-японской и Первой мировой войн, во время Гражданской войны в России, в 1918—1919 годах, — организатор повстанческой войны против австро-германских оккупантов, Украинской державы, интервентов Антанты и Красной армии РСФСР в Херсонской губернии. В ноябре-декабре 1918 года поддержал антигетманское восстание Директории УНР, с начала декабря 1918 по январь 1919 — начальник Херсонской дивизии УНР. В начале февраля 1919 года перешёл на сторону Украинской советской армии. С февраля 1919 — командир 1-й Заднепровской бригады 1-й Заднепровской Украинской советской дивизии, с апреля 1919 — начдив 6-й Украинской советской дивизии. В мае 1919 возглавил крупнейшее на Украине и одно из самых масштабных вооружённых восстаний против советской власти. После подавления восстания, в июле 1919 убит «махновцами».
В 1917—1918 годах — эсер, в 1919 году — боротьбист.

## Биография
По происхождению — из крестьян Летичевского уезда Подольской губернии, православного вероисповедания.
По версии В. А. Савченко, Никифор Григорьев родился в местечке Дунаевцы Подольской губернии (ныне Хмельницкая область Украины) и имел при рождении фамилию «Серветник», по версии Я. Ю. Тинченко, он родился в селе Верблюжка Херсонской губернии (ныне Кропивницкого района Кировоградской области Украины), откуда в 1918 году начал свою повстанческую деятельность.

### Служба в Русской императорской армии
В 17-ти летнем возрасте, 13 февраля 1901 года, поступил на военную службу добровольцем (охотником), выдержав экзамен на вольноопределяющегося 2-го разряда. В архивных документах воинских частей и в приказах Военного ведомства написание фамилии Никифора Александровича Григорьева встречается в нескольких вариантах: «Григорьев», «Григорьев-Серветников», «Григорьев (Серветников)», «Григорьев (он же Серветников)».
Участник русско-японской войны 1904—1905 гг. 
В 1904 году переведен охотником (добровольцем) в 34-й Восточно-Сибирский стрелковый полк Действующей армии. Принимал участие в боях под Ляояном, на реке Шахэ, у Сандепу. Был ранен. За боевые отличия награждён тремя Георгиевскими крестами (Знаками отличия Военного ордена) — 4-й, 3-й и 2-й степеней, удостоен унтер-офицерского звания. В звании зауряд-прапорщика исполнял обязанности младшего офицера роты.
В 1907 году за боевые отличия произведен из зауряд-прапорщиков в прапорщики запаса армейской пехоты — по Летичевскому уезду Подольской губернии. Командирован на учёбу в Чугуевское пехотное юнкерское училище, курс наук в котором окончил по 3-му разряду и в 1909 году был назначен на службу в 60-й пехотный Замосцкий полк (г. Одесса) в прежнем чине (в чине прапорщика).
В феврале 1910 года уволен в запас; служил, по одним данным, акцизным чиновником в Александрии, по другим — полицейским в Проскурове.
Был женат на уроженке Черниговской губернии, православного вероисповедания. Имел четверых детей: троих сыновей (1908, 1911 и 1914 годов рождения) и дочь 1910 года рождения. Жил с семьёй в Александрии, в своём небольшом доме.
Принимал участие в Первой мировой войне. По объявлении мобилизации был призван на действительную военную службу и назначен на должность младшего офицера 3-й роты 256-го пехотного Елисаветградского полка, сформированного в Одессе в июле 1914 года из кадра 60-го пехотного Замосцкого полка. Полк в составе 64-й пехотной дивизии осенью 1914 года был отправлен на Северо-Западный фронт, в состав 1-й Армии, затем — 10-й Армии.
В октябре 1914 прапорщик Григорьев был назначен начальником дивизионной команды разведчиков и прикомандирован к штабу 64-й пехотной дивизии (начальником штаба дивизии был полковник Дроздовский). Принимал участие в боевых действиях под Гродно, под Сморгонью, в Карпатах под Дорна-Ватра. Был дважды ранен, контужен. За боевые отличия удостоен четырёх орденов, произведен в подпоручики, затем в поручики, в ноябре 1916 года — в штабс-капитаны.

### Революция и партизанское движение
После Февральской революции 1917 года получил назначение на должность начальника учебной команды 35-го запасного пехотного полка (г. Феодосия), затем был переведён в гарнизон г. Бердичева. Приняв участие в съезде фронтовиков, попал под влияние Симона Петлюры. Во время первой советско-украинской войны поддержал украинскую Центральную Раду, получил от неё чин подполковника.
При гетмане Скоропадском (1918 год) служил в украинской армии на должности командира роты 17-го Александрийского пехотного (бывшего 58-го пехотного Прагского) полка вооружённых сил Украинской державы.
Летом 1918 года ушёл из армии (был уволен в запас) и, собрав отряд численностью около двухсот человек в Александрийском уезде Херсонской губернии, начал партизанскую войну против австро-германских оккупационных войск и гетманцев. Первыми операциями отряда Григорьева стали нападение на гетманских полицейских («варту»), затем разгром карательного отряда и нападение на австрийский воинский эшелон на станции Куцовка. Выдвинувшись из среды прочих крестьянских вожаков благодаря своему военно-организационному таланту, Григорьев сумел объединить многочисленные партизанские отряды в одну повстанческую армию. К осени 1918 года в неё входило около 120 отрядов и боевых групп общей численностью до 6 000 человек.
В середине ноября 1918 года на Украине развернулось антигетманское восстание во главе с Директорией УНР. Воспользовавшись ослаблением гетманского режима, в начале декабря Григорьев отбил у гетманских войск уездный город Александрию (Александрийский уезд Херсонской губернии) и известил Головного атамана войск УНР С. В. Петлюру о своём признании Директории УНР и подчинении ей своих отрядов. Вскоре, по решению Петлюры, повстанческие отряды Григорьева получили наименование Херсонская дивизия и вошли в состав Южной группы войск армии УНР под командованием генерала А. П. Грекова. Дивизия состояла из четырёх пехотных и одного конного полков, а также двух батарей полевых орудий.
После того, как гетманский режим в середине декабря потерпел крах, дивизия Григорьева вела бои против белых добровольческих частей, пополнившихся за счёт военнослужащих гетманской армии, а также участвовала в боях против повстанческих отрядов Махно, который отказался поддержать Директорию.
В декабре 1918 — январе 1919 гг. григорьевцы овладели Николаевом, Херсоном, Очаковом и Алёшками. Правительство Директории назначило Григорьева комиссаром Александрийского уезда Херсонской губернии и присвоило ему почётное звание «атамана повстанцев Херсонщины и Таврии». Формально район Херсон — Николаев был объявлен территорией УНР, но реальная власть находилась в руках атамана Григорьева, установившего в районах, занятых Херсонской дивизией, свой порядок. Почувствовав себя крупной политической фигурой, Григорьев потребовал от Директории прекратить всякие переговоры со странами Антанты поддерживающими белых и начать против интервентов войну за Причерноморье.
Ещё осенью Григорьев и ряд полковых командиров атамана сблизились и поддерживали регулярные контакты с украинскими эсерами — боротьбистами, по своей политической ориентации близкими к российской партии левых эсеров. Решением руководства боротьбистов Григорьев был назначен комиссаром боротьбистской партии в Херсонской губернии и членом Херсонского ревкома. Боротьбисты проводили среди григорьевцев агитацию, призывая их выступить против Директории.
Тем временем командование французских войск потребовало от украинских войск разблокировать район вокруг Одессы и отойти на линию Тирасполь — Бирзула — Вознесенск — Николаев — Херсон, освободив для французских войск военно-хозяйственный плацдарм, способный прокормить население Одессы и 50-тысячную группировку Антанты. Директория была вынуждена выполнить это требование как необходимое условие для начала переговоров о союзе с Антантой.
21 января 1919, получив от Директории согласие на расширение контролируемой зоны, французские и греческие войска начали занимать указанные территории, высаживая морские десанты и продвигаясь по железной дороге в направлении Херсона и Бирзулы. В районе устья Днепра союзники соединились с войсками белогвардейской Крымско-Азовской армии. Уступки интервентам со стороны Директории поставили атамана Григорьева, считавшего себя единоличным хозяином района Николаев — Херсон, в сложное положение и привели к его переходу на сторону Красной армии, развернувшей к этому времени наступление на Левобережной Украине.
25−29 января 1919 Григорьев окончательно порвал с УНР из-за её неорганизованности, отказавшись исполнять приказы штаба её армии. 29 января Григорьев направил Директории телеграмму, в которой объявил ей войну.
1 февраля 1919 Григорьев вступил в переговоры с советскими войсками — он установил связь с начальником штаба Особой группы советских войск Петренко, заявив, что ведёт переговоры от лица боротьбистского Центрревкома. Григорьев заявил, что в его распоряжении находится двадцать партизанских отрядов, готовых вести борьбу с петлюровцами, белогвардейцами, немцами и интервентами.
Атаман также имел телефонный разговор с командующим Украинским фронтом В. Антоновым-Овсеенко, изложив ему свои условия заключения военного союза с большевиками. В ходе переговоров он согласился подчиниться общему командованию, а также признать Совет народных комиссаров УССР — тем самым он фактически отрекался от боротьбистского Центрревкома.

### Красный командир
2 февраля председатель Совнаркома УССР Христиан Раковский сообщил в Москву: «Состоялось соглашение между представителями наших армий, оперирующих на границе Екатеринославской и Херсонской губерний, и атаманом Григорьевым. Он — украинский эсер, располагающий значительными партизанскими силами и оперирующий в Херсонской губернии сплошь до Николаева…».
Перейдя на сторону Красной армии, Григорьев перевёл свой штаб в Александрию. Под его командованием находилось более 5 тысяч бойцов, имевших на вооружении 100 пулемётов и 10 орудий. В оперативной сводке штаба Реввоенсовета Группы войск Харьковского направления от 5 февраля 1919 года сообщалось, что отряды Григорьева контролируют район Знаменка — Користовка — Александрия Херсонской губернии — Кривой Рог — Долгинцево — Апостолово, а также станцию Ново-Полтавка, к северу от Николаева. В сводке за 15 февраля сообщалось, что под контролем атамана находились также Елисаветград, Никополь, Ново-Украинка и другие населённые пункты.
18 февраля в Харькове состоялась встреча Григорьева с Антоновым-Овсеенко, который сообщил атаману о намерении советского командования переформировать его отряды в бригаду — 1-ю Заднепровскую бригаду созданную на базе повстанческих отрядов 1-й Заднепровской украинской советской дивизии, которой командовал Павел Дыбенко (впоследствии бригада была развёрнута в 6-ю Украинскую советскую дивизию).
1-я Заднепровская бригада получила задание держать фронт севернее линии Вознесенск — Алёшки — Никополь — Апостолово — Кривой Рог, сдерживая продвижение интервентов и не допуская их объединения с наступавшими из Северной Таврии белогвардейцами.
20 февраля французские войска выбили григорьевцев из Вознесенска. Тем временем Антонов-Овсеенко распорядился начать наступление бригады Григорьева на Херсон, удерживаемый интервентами.
В начале февраля в Херсоне, где уже находилось 500 солдат Антанты, высадилось дополнительно 500 французских и 2 тысячи греческих солдат. В Николаеве количество французских и греческих войск достигло 3 тысяч штыков. Интервенты также могли рассчитывать на остававшиеся в городе остатки 15-й германской дивизии — до 16 тысяч штыков. На всех железнодорожных станциях от Одессы до Херсона разместились мелкие отряды по 30-40 солдат Антанты. На крупных станциях гарнизоны Антанты составляли 400—500 бойцов.
Начав общее наступление на Херсон, Григорьев уже через неделю отбил Вознесенск, и части Антанты были вынуждены создавать протяжённый фронт вдоль железной дороги Николаев — Херсон, задействовав до 8 тысяч солдат, 20 орудий, 18 танков, 4 броневика, 5 самолётов. Против них Григорьев мог выставить только около 6 тысяч крестьян—повстанцев с 8 орудиями. Однако интервенты не смогли сдержать натиска крестьянских отрядов.
К 27 февраля григорьевцы отбили у противника Белую Криницу и другие населённые пункты. 27 февраля командование советских войск направило Григорьеву политкомиссара-коммуниста Ратина, а с ним ещё 35 большевиков для проведения политической работы в бригаде. В это же время к Григорьеву прибыл и член боротьбистской партии Ю. О. Тютюнник, которого Григорьев назначил своим начальником штаба. Борьба за политическое влияние на григорьевцев продолжилась.
3 марта григорьевцы начали осаду Херсона. 8 марта, после пяти дней упорных боёв, григорьевцы ворвались в город, оттеснив греков в порт. Командование войсками Антанты выслало на помощь Херсонскому гарнизону подкрепления, однако они не успели выгрузиться и не приняли участия в боях. 10 марта город был взят, при этом Григорьев захватил 6 орудий, около 100 пулемётов, 700 винтовок. Греки в ходе боёв за Херсон потеряли более 300 солдат и офицеров убитыми и пленными, причём 70 пленных были расстреляны григорьевцами.
После потери Херсона крупная группировка войск (до 2 тысяч штыков Антанты и 2 эскадрона белогвардейцев) в районе Вознесенска попыталась атаковать город, но григорьевцы отбили атаку. Тем временем солдаты во французских частях митинговали и отказывались идти в наступление. Французское командование было вынуждено отвести свои войска на станцию Колосовка. Позднее бригада Григорьева вновь заняла Николаев, а 8 апреля, после двухнедельных боёв, — Одессу, оставленную перед тем французско-греческими войсками.
В боях под Одессой (под станцией Березовка в 70 км от Одессы 18 марта) захватил богатые трофеи, в том числе бронепоезд и пять танков Renault FT-17. Был назначен военным комендантом города. После занятия Одессы командарм Скачко ходатайствовал перед командованием о награждении Григорьева орденом Красного Знамени: «лично показал пример мужества в боях на передовых линиях, под ним было убито два коня и одежда прострелена в нескольких местах».
15 апреля завершено формирование 3-й Украинской советской армии из частей Группы войск одесского направления, которые сводились в две штатные дивизии: 5-ю Украинскую советскую дивизию и 6-ю Украинскую советскую дивизию (бывшая 1-я Заднепровская бригада 1-й Заднепровской Украинской советской дивизии, командир Н. А. Григорьев, и другие части).
После занятия Одессы начался массовый грабёж многочисленного военного имущества, которое не успели своевременно эвакуировать интервенты, самовольно проведены реквизиции у «буржуазии». Из Одессы в сёла Херсонщины были отправлены, в том числе, 30 тыс. винтовок и 30 цистерн нефти и бензина. Результатом стали конфликты с большевистским ревкомом Одессы и с «королём» одесских бандитов Мишкой Япончиком. Григорьев поклялся очистить Одессу от бандитов, а Мишку Япончика «поставить к стенке». После вывода 22 апреля бригады Григорьева из Одессы борьбу с одесским уголовным миром продолжал комендант Одессы Витольд Домбровский, вскоре расстрелянный большевиками. В мае 1919 Мишка Япончик был назначен командиром красноармейского бронепоезда и принимал участие в подавлении Григорьевского мятежа.
25 апреля приказом войскам Украинского фронта № 50 начальником 6-й Украинской стрелковой дивизии был назначен Н. А. Григорьев.
В конце апреля бригаду Григорьева, развёрнутую в штатную 6-ю Украинскую советскую дивизию, решено было сосредоточить на границе с Румынией с целью дальнейшего похода на помощь Советской Венгрии, которая оказалась блокирована румынскими и чехословацкими войсками. 7 мая наркомвоенмор Украинской ССР Антонов-Овсеенко приказал 3-й Украинской армии, в состав которой входила дивизия Григорьева, наступать на Румынию «для освобождения угнетенной Бессарабии и помощи Венгерской революции».
По описанию Савченко В. А.:

Командующий украинским фронтом уже 18 апреля 1919 года предложил Григорьеву начать поход в Европу. Он всячески льстил самолюбию атамана, называя его «красным маршалом», «освободителем Европы». Григорьева представляют к награждению орденом Красного Знамени.
Ход был беспроигрышный, войска атамана считались как бы «полубольшевистскими», и всегда можно было списать ошибки на украинских эсеров. Разгром «григорьевцев» в Европе также устраивал командование, так как они были небезопасны для Украины.
Тем временем Антонову-Овсеенко поступило множество сообщений о ненадёжности атамана. Одесские большевики, военком Кривошеев, Щаденко, Худяков потребовали его ареста, а секретарь ЦК украинской компартии Юрий Пятаков потребовал от Антонова-Овсеенко «немедленно ликвидировать» Григорьева, как «элемент крайне ненадёжный». 4 мая комиссия Высшей военной инспекции в своём отчёте потребовала немедленного отстранения Григорьева и его штабных работников.
Однако, Григорьев заявил, что дивизия нуждается в отдыхе, и отвел её в район Елисаветграда. Там в дивизии, оказавшейся в родных местах, началось усиленное брожение под влиянием недовольства крестьян большевистской политикой (продразвёрстка, реквизиции, запрет хлебной торговли, насаждение ревкомов вместо крестьянских советов, массовое создание совхозов вместо раздачи земли крестьянам, чекистский террор). Участились убийства чекистов, продотрядовцев и евреев. Сам Григорьев уже прямо требовал от командующего украинской Красной Армией Антонова-Овсеенко вывода с Украины прибывших из России «московских» продотрядов.
В апреле 1919 года базы григорьевцев на Херсонщине оказались в самом центре серии антибольшевистских крестьянских восстаний, включая восстание атамана Зелёного (Терпило Даниила).

### Восстание
Уже в апреле 1919 года состоялись переговоры Григорьева с восставшими против большевиков красными командирами Ша́рым и Лопаткиным, образовавшими так называемый «ревком повстанцев». 1 мая григорьевцы обстреляли Елисаветград из пушек бронепоезда, 2 мая устроили на станции Знаменка первый погром, убив около 50 евреев. 4—6 мая произошли новые погромы, в ходе которых григорьевцы убивали советских деятелей.
7 мая командующий 3-й Украинской советской армией Н. Худяков потребовал от Григорьева навести порядок в дивизии. Последовала попытка арестовать Григорьева, закончившаяся однако расстрелом самих чекистов. После этого начался открытый мятеж. 8 мая Григорьев издаёт «Универсал» с воззванием к украинскому народу с призывом создавать Советы и формировать повстанческие отряды:
Народ украинский! Бери власть в свои руки. Пусть не будет диктатуры ни отдельного человека, ни партии. <…> Вот мой приказ: в три дня мобилизуйте всех тех, кто способен владеть оружием и немедленно захватывайте все станции железных дорог, на каждой ставьте своих комиссаров.
Каждая волость, каждое село, формируйте отряды и идите в свой уездный город, от каждого уездного города из ваших отрядов по 400 человек лучших бойцов пошлите на Киев и по 200 — на Харьков, если есть оружие — с оружием, нет оружия — пошлите с вилами, но мой приказ прошу выполнить, и победа за нами! Все остальное я сделаю сам. Главный штаб при моем штабе. Только с вашей поддержкой мы добьемся прав для народа. Немедленно организуйте народную власть.
В каждом селе выберите крестьянский совет, в каждой волости — волостной совет, в каждой губернии — губернский совет.<…>
Пусть живёт свобода печати, совести, собраний, союзов, забастовок, труда и профессий, неприкасаемость личности, мысли, жилища, убеждений и религии!<…>

Правительство авантюриста Раковского и его ставленников просим уйти и не насиловать волю народную. Всеукраинский съезд Советов даст нам правительство, которому мы подчинимся и свято исполним его волю.
9 мая Григорьев двинул свою дивизию (до 20 тыс. чел., свыше 50 орудий, 700 пулемётов, 6 бронепоездов) на Екатеринослав, Полтаву и Киев (в последнем случае имея в виду объединиться с атаманом Зелёным). Советские гарнизоны в Кременчуге и Золотоноше восстали, присоединившись к григорьевцам.
Екатеринослав был занят 11−12 мая, причём было убито 150 русских и 100 евреев; на сторону восставших перешли Черноморский полк матроса Орлова, анархистский отряд Максюты и советский гарнизон Верхнеднепровска.
Часть советских войск на Украине поддержала Григорьева; ещё больше колебалось и готово было его поддержать; в Херсоне и Очакове произошли восстания, в результате чего города признали власть Григорьева. По мере продвижения атамана взбунтовались части РККА в Павлограде, Казатине, Лубнах; в Лубнах на сторону Григорьева перешла даже местная большевистская организация, за что была распущена Ворошиловым.
Центром восстания была Александрия. Во всех занятых григорьевцами городах проходили убийства русских и в особенности евреев: сам Григорьев был антисемитом. В Кременчуге было убито 150 евреев, в Умани — около 400, в Александрии — до 1000; в ряде случаев заодно с евреями повстанцы также убивали и русских. Так, 15 мая в Елисаветграде григорьевцы произвели массовый погром, в котором было убито не менее 3 тысяч евреев, и несколько сотен «москалей». Во время погромов в Черкассах григорьевцы убивали и евреев, и русских.
Большевики объявили спешную партийную мобилизацию, и 15 мая группа Примакова отбила Екатеринослав, расстреляв анархиста Максюту, и каждого десятого пленного повстанца. На следующий день, 16 мая, арестованные повстанцы, не дожидаясь дальнейших расстрелов, разгромили тюрьму и снова заняли город.
15 мая взбунтовалась против большевиков Белая Церковь, 16 мая — Очаков и Херсон. В Херсоне левые эсеры провозгласили «советскую республику», через две недели ликвидированную Красной армией. 20 мая взбунтовался Николаев, на сторону Григорьева перешли посланные против него войска в Александровске, Бердичеве и Казатине.
Тем временем, сам атаман с целью поднятия морального духа своих войск начал распускать слухи, что, якобы, ленинское правительство уже окончательно разгромлено, и бежит за границу.
К 19 мая большевики направили против восставших значительные силы — до 30 тыс. чел., тогда как силы самого мятежного атамана насчитывали на тот момент 15 тыс. чел., ещё до 8 тыс. присоединились в ходе восстания.
19 мая РККА выбила повстанцев из Кременчуга, 21 мая григорьевцы были разбиты на подступах к Киеву, после чего восстание стремительно пошло на спад: к концу мая красные овладели всеми городами, ранее контролировавшимися григорьевцами. К июню у Григорьева осталось лишь около 3 тыс. бойцов из 23 тыс.
В борьбе с Григорьевым участвовал матрос Железняк, получивший назначение на бронепоезд «Имени товарища Худякова».

### Гибель
В июне Григорьев с оставшимся у него отрядом объединился с другим бывшим советским командиром, в тот момент объявленным вне закона — Нестором Махно, однако между обоими лидерами были острые противоречия. Это было связано и с неодобрением Махно антисемитизма и погромов, и с социально-политической ориентацией лидеров: Григорьев был благосклонен к зажиточным крестьянам и поддерживал связь с Деникиным, однако два связных офицера последнего с компрометирующим Григорьева письмом были перехвачены махновцами и повешены.
27 июля 1919 года в помещении сельского совета села Сентово Григорьев был застрелен махновцами (ординарец «батьки» Чубенко, Качан и др.), обвинившими его в сношениях с Деникиным и погромах. По воспоминаниям Алексея Чубенко, когда во время резкого разговора речь зашла о деникинских офицерах, и Григорьев понял, что разоблачён, он схватился за револьвер. «Но я — пишет Чубенко — будучи наготове, выстрелил в упор в него и попал выше левой брови. Григорьев крикнул: „Ой, батько, батько!“ Махно крикнул: „Бей атамана!“ Григорьев выбежал из помещения, я за ним и всё время стреляя ему в спину. Он выскочил на двор и упал. Я тогда его добил». Телохранитель Григорьева пытался убить Махно, но махновский командир Каретник перехватил пистолет, а сам Махно убил телохранителя.
Похоронен атаман Григорьев на кладбище города Александрия, могила не сохранилась.

## Награды
- Знак отличия Военного ордена 4 степени № 118587 (1905)
- Знак отличия Военного ордена 3 степени № 17083 (1905)
- Знак отличия Военного ордена 2 степени № 2002 (1907)
- Медаль «В память русско-японской войны» (1907)
- Орден Святой Анны 4 степени с надписью «За храбрость» (ВП от 08.03.1915)
- Орден Святого Станислава 3 степени с мечами и бантом (утв. ВП от 01.11.1915)
- Орден Святой Анны 3 степени с мечами и бантом (утв. ВП от 09.06.1916)
- Орден Святого Станислава 2 степени с мечами (утв. ВП от 28.08.1916)
- Орден Красного Знамени РСФСР (1919)

## Оценки
Начдив Украинской советской армии Григорьев вошёл в историю прежде всего как руководитель крупнейшего антибольшевистского восстания на Украине.
Исследователь В. А. Савченко характеризует Григорьева как авантюриста — несомненно, смелого и умеющего находить общий язык со своими бойцами, однако, вместе с тем, человека вечно пьяного и обладающего завышенными амбициями, никак не соответствующими его политическому чутью. Исследователь А. Лысенко также подчёркивает как личную храбрость Григорьева, так и отсутствие у него политической грамотности.
Савченко, вместе с тем, отдельно подчёркивает, что целый ряд донесений и заявлений Григорьева были якобы заведомо неправдоподобны и сделаны с целью лишь «похвастаться»; так, ещё в начале своей партизанской деятельности он объявил себя, в том числе, атаманом «Запорожья и Таврии», где на тот момент вообще ни разу не появлялся, при том что такую должность Григорьев принял от Петлюры на встрече в Раздельной.
При переходе на сторону большевиков Григорьев якобы завысил численность своих бойцов, по крайней мере, в 15 раз, а при взятии Николаева занизил свои потери, по крайней мере, в 30 раз. В апреле 1919 года атаман оценивал свои военные запасы, в том числе, в миллион патронов, хотя в действительности их количество было около 150 тысяч (не исключена ошибка в подсчёте трофеев).
Многие исследователи (Лин фон Паль, В. Савченко, Е. Компаннец, Б. С. Пушкарев, К. М. Александрова и другие) отмечают также крайний антисемитизм атамана. По выражению Е. Компаннец, Григорьев был патологическим антисемитом, устраивавшим еврейские погромы. Лин фон Паль указывает, что все захваты городов Григорьевым сопровождались убийствами евреев. По словам В. Савченко, командиры григорьевцев в Черкассах призывали каждого повстанца убить не менее 15 евреев.
Выступление Григорьева, хотя и провалившееся из-за недостаточности его сил, привело к далеко идущим последствиям. Большевистские планы военного похода в Европу на помощь Венгрии были окончательно сорваны, и уже 6 августа 1919 года Венгерская Советская Республика рухнула под ударами хортистов.
Брожение охватило чуть ли ни все советские части на Украине, результатом чего стало резкое недоверие к ним большевиков и принятие 18 мая 1919 года Всеукраинским Центральным Исполнительным Комитетом решения о необходимости объединения вооружённых сил советских республик. 1 июня 1919 года ВЦИК РСФСР принял решение о создании единого военного командования. Началось переформирование украинских советских частей и соединений и постепенное отстранение их командиров.

## Память
- Атаман Григорьев стал прототипом персонажа Пана-Атамана Грицияна Таврического в советском фильме «Свадьба в Малиновке», созданном в 1967 году к 50-летию Великой Октябрьской социалистической революции[30]. Также Атаман Григорьев появляется в 10-й серии сериала «Девять жизней Нестора Махно» (2007, режиссёр — Николай Каптан).